# Тшесьцянка
Тшесьцянка (историческое название: Тростяница; разговорное название: Тростянка; пол. Trześcianka, бел. Трасьцянка) — деревня в Хайнувском повете Подляского воеводства Польши. Входит в состав гмины Нарев. Находится примерно в 23 км к северо-западу от центра города Хайнувка. По данным переписи 2011 года, в деревне проживало 265 человек.

## История
Деревня была основана при дворе на пути из Вильно в Краков в границах великокняжеского Бельского староства. Тростянский двор стоял уже между 1498 и 1504 годами, а сама деревня упоминается впервые в 1541 году. Двор был ликвидирован в 1560 году. В течение войн XVII века Тростянка была полностью уничтожена. Первые упоминания о местной церкви датируются 1676 годом. Сегодняшняя церковь была построена о. Григорием Сосновским в 1867 году. При этом священнике в Тростянке была основана первая школа. С 1893 года в урочище Ставок под Тростянкой действовала учительская семинария.

## Достопримечательности
- Михайловская церковь — построена в 1864—1867 годах
- Введенская церковь — построена в Беловеже (как приходская) и перенесена на тростянское кладбище в 1894 г.
- Часовня — на дороге из деревни на кладбище

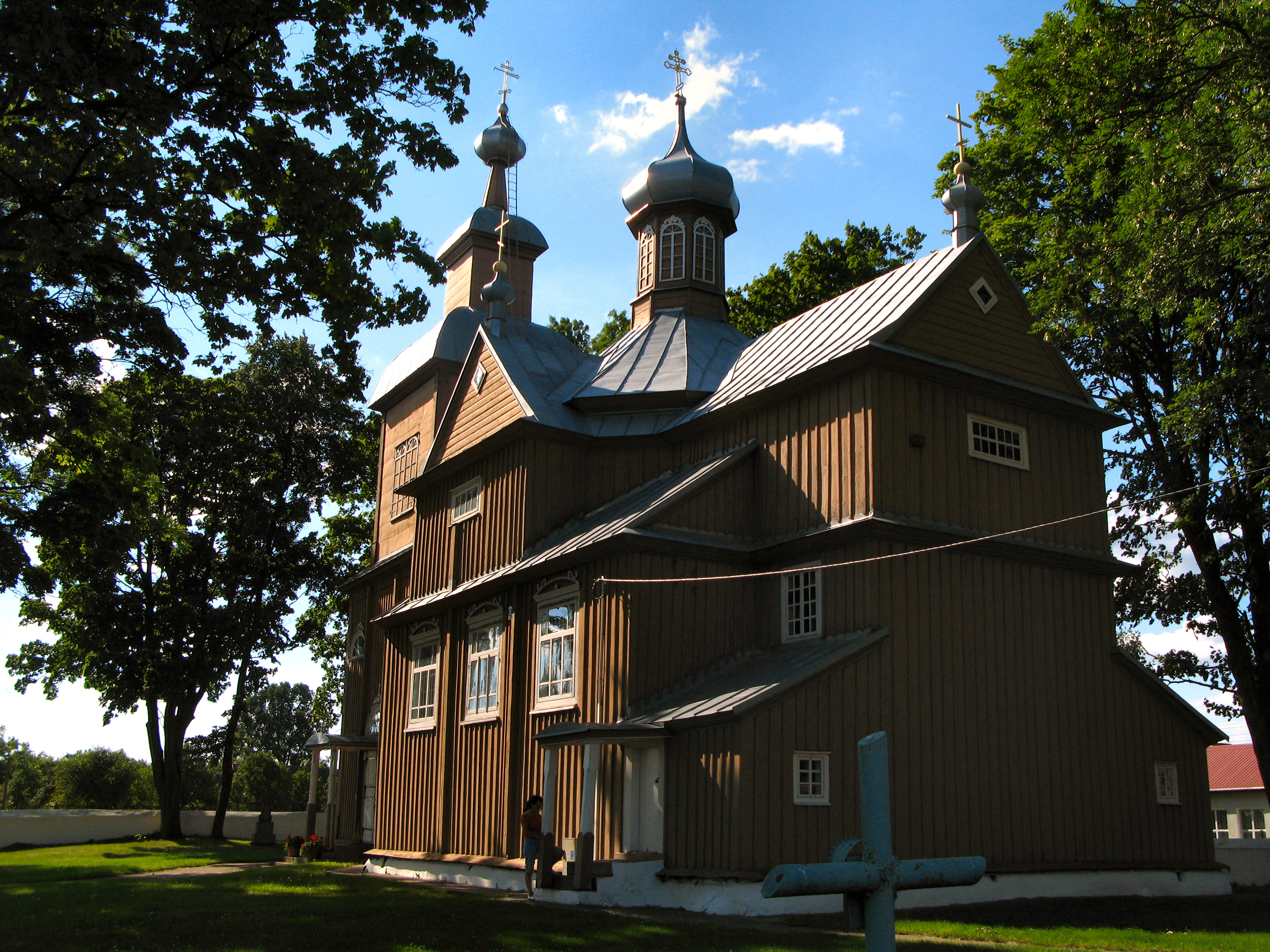
Михайловская церковь
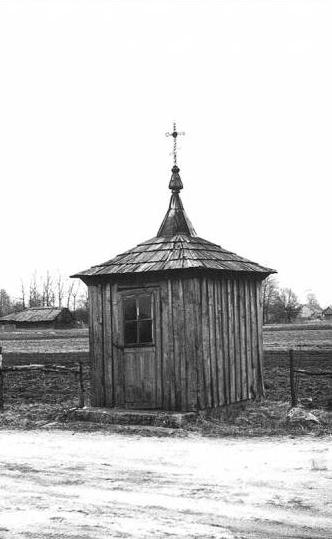
Часовня